# ریشارد ال. هشل
ریشارد ال. هشل (آلمانی: Richard L. Heschl؛ ‏ آلمانی: [ˈhɛʃl̩]؛ ‏ ۵ ژوئیهٔ ۱۸۲۴ – ۲۶ مهٔ ۱۸۸۱) کالبدشناس اهل اتریش بود.
وی دانش‌آموختهٔ رشته پزشکی در دانشگاه وین و در آنجا دستیار اول کارل فن رکیتانسکی بود. کمی بعد او استاد رشتهٔ کالبدشناسی در اولوموتس و یک سال بعد استاد آسیب‌شناسی تشریحی در کراکوف شد. در سال ۱۸۶۱ به اتریش رفت و از سال ۱۹۶۳ استاد تمام دانشکده پزشکی-جراحی گراتس و مابین سال‌های ۱۸۶۴ تا ۱۸۶۵ رئیس دانشگاه بود.
او نخستین کسی بود که شکنج عرضی گیجگاهی را توصیف کرد که امروزه به افتخار خودش با نام «شکنج هشل» شناخته می‌شود و در قشر شنوایی مغز واقع شده‌است.